# Curt Alexander
Curt Alexander, eigentl.: Kurt Alexander Rosenbaum, (* 15. November 1900 in Berlin; † 4. April 1945 in Gröditz) war ein deutscher Drehbuchautor, Dramaturg und Theaterregisseur.

## Leben
Alexander arbeitete in den 20er Jahren als Dramaturg und Spielleiter, nachgewiesen ist eine entsprechende Tätigkeit 1927/28 am Stadttheater Heidelberg. Mit Beginn des Tonfilms wechselte er zum Kino. Bis 1933 war Alexander ein gefragter Autor von leichten und heiteren Stoffen, oftmals in Kooperation mit Hermann Kosterlitz und Hans Wilhelm. Bei der Verfilmung der Smetana-Oper Die verkaufte Braut (1932) arbeitete Alexander erstmals mit Max Ophüls zusammen. Auch an Ophüls’ Adaption von Arthur Schnitzlers Liebelei, die ihm und seinem Co-Autoren Wilhelm viel Lob einbringen sollte, war er beteiligt.
1933 musste der Jude Alexander Deutschland verlassen. Bis 1940 arbeitete er als Drehbuchautor in diversen europäischen Staaten, vor allem in Italien und Frankreich. Dort kam es immer wieder zu erneuten Zusammenarbeiten mit Ophüls („Eine Diva für alle“, „Zärtliche Feindin“, „Ohne ein Morgen“, „Von Mayerling bis Sarajewo“). Zwischenzeitlich fungierte Alexander auch als Chefdramaturg der Musso-Toeplitz-Firmengruppe. 1939 verfasste er das Manuskript zu der niederländischen Produktion „Boefje“, der nominell ersten Inszenierung Detlef Siercks in der Emigration. Nach der Besetzung Frankreichs durch die Wehrmacht floh Curt Alexander in den zunächst unbesetzt gebliebenen Teil des Landes. Dort entstand 1942 der Film „Félicie Nanteuil“ nach dem gleichnamigen Roman von Anatole France. Es sollte Alexanders letzte Arbeit als Drehbuchautor werden. Am 27. März 1944 wurde Kurt Rosenbaum / Curt Alexander von Drancy in das Konzentrationslager Auschwitz deportiert. Über einen Todesmarsch gelangte er am 3. März 1945 in das KZ Flossenbürg. Am 4. April 1945 ist er in Gröditz, einem Außenlager des KZ Flossenbürg gestorben.

## Filmografie (komplett)
- 1930: Der Sprung ins Nichts
- 1931: Wer nimmt die Liebe ernst?
- 1932: Fünf von der Jazzband
- 1932: Die verkaufte Braut
- 1932: Eine Stadt steht Kopf
- 1933: Liebelei
- 1934: Eine Diva für alle (La signora di tutti)
- 1936: Zärtliche Feindin (La tendre ennemie)
- 1936: Amore
- 1936: Le scarpe al sole
- 1937: La fossa degli angeli (auch Co-Regie)
- 1937: I due barbieri
- 1937: Allgri masnadieri
- 1938: Raphaël le tatoué
- 1939: Menaces
- 1939: Boefje
- 1939: Ohne ein Morgen (Sans lendemain)
- 1940: Von Mayerling bis Sarajewo (De Mayerling à Sarajevo)
- 1942: Félicie Nanteuil (UA: 1945)